# Fehlings reagens
Fehlings reagens er en opløsning der bruges i organisk kemi til at skelne mellem aldehyder og ketoner. Det stof der skal testes opvarmes sammen med Fehlings reagens. Ketoner reagerer ikke med Fehlings reagens, hvorimod aldehyder gør, og der dannes et rødt bundfald. Ved reaktionen oxideres aldehydet til en carboxylsyre, hvorimod ketoner (med undtagelse af alfa-hydroxyketoner) ikke berøres.
Metoden blev opfundet af den tyske kemiker Hermann von Fehling.

## Kemi
Den reaktion, der sker, er en redoxreaktion:
{\displaystyle \mathrm {2\,Cu^{2\operatorname {+} }+R-CHO+5\,OH^{\operatorname {-} }\longrightarrow Cu_{2}O+R\!-\!COO^{\operatorname {-} }+3\,H_{2}O} }
Fehlings reagens består af en blanding af to opløsninger:
- Fehling I: En lyseblå opløsning af kobbersulfat i vand, og
- Fehling II: En fortyndet opløsning af kaliumnatriumtartrat i natriumhydroxid

Når de to opløsninger blandes opnås en mørkeblå opløsning, som skyldes at kobberionerne danner et kompleks med tartrationer. Ved tilsætning af testsubstansen og opvarmning skifter opløsningen farve fra blå over grønlig til rød. Hvis testsubstansen er et aldehyd dannes der et rødt bundfald af Cu2O.

## Anvendelse
Metoden kan bl.a. anvendes til at teste patienter for sukkersyge, ved at bestemme tilstædeværelsen af glukose i urin.
| Kemi | Spire Denne artikel om kemi er en spire som bør udbygges. Du er velkommen til at hjælpe Wikipedia ved at udvide den. |